# 安德烈娅·魏尔曼-利茨
安德烈娅·魏尔曼-利茨（德語：Andrea Weiermann-Lietz，1958年12月15日—），德国女子曲棍球运动员。她曾代表西德国家队参加1984年夏季奥林匹克运动会曲棍球比赛，获得一枚银牌。